# Cyclopetta boetiusae
Cyclopetta boetiusae – gatunek widłonoga z rodziny Cyclopettidae. Nazwa naukowa tego gatunku skorupiaków została opublikowana w 2000 roku przez Pedro Martíneza Arbizu z Senckenberg Research Institute we Frankfurcie nad Menem. Miejsce typowe to szelf kontynentalny we wschodniej części Morza Łaptiewów (część Oceanu Arktycznego); holotyp złowiono we wrześniu 1993 roku na głębokości 203 metrów w miejscu o współrzędnych 77°04′N 133°36′E/77,066667 133,600000.